# 苗毅
苗毅（1954年—），山东日照人，汉族，中华人民共和国政治人物、全国人民代表大会江苏地区代表。
毕业于鲁汶大学肝肿瘤射频治疗专业。担任江苏省人民医院大外科主任。2008年起担任全国人大代表。2013年，被选为全国人大代表。